# 제53회 골든 글로브상
제53회 골든 글로브상은 1995년 상영된 영화 중 가장 뛰어난 영화를 수상하기 위해 1996년 1월에 열린 시상식이다. 미국,캘리포니아/비버리 힐튼 호텔에서 개최되었다.

## 수상 및 후보

### 세실 B. 데밀 상
- 숀 코네리 수상

### 작품상-드라마
- 센스 센서빌리티 - 이안 수상
- 라스베가스를 떠나며 - 마이크 피기스
- 아폴로 13 - 론 하워드
- 브레이브하트 - 멜 깁슨
- 매디슨 카운티의 다리 - 클린트 이스트우드

### 여우주연상-드라마
- 카지노 - 샤론 스톤 수상
- 매디슨 카운티의 다리 - 메릴 스트립
- 데드 맨 워킹 - 수잔 서랜든
- 라스베가스를 떠나며 - 엘리자베스 슈
- 센스 센서빌리티 - 엠마 톰슨

### 남우주연상-드라마
- 라스베가스를 떠나며 - 니콜라스 케이지 수상
- 데드 맨 워킹 - 숀 펜
- 홀랜드 오퍼스 - 리처드 드라이퍼스
- 닉슨 - 안소니 홉킨스
- 리차드 3세 - 이안 맥켈런

### 작품상-뮤지컬코미디
- 꼬마 돼지 베이브 - 크리스 누만 수상
- 대통령의 연인 - 로브 라이너
- 겟 쇼티 - 베리 소넨필드
- 토이 스토리 - 존 라세터
- 사브리나 - 시드니 폴락

### 여우주연상-뮤지컬코미디
- 투 다이 포 - 니콜 키드먼 수상
- 대통령의 연인 - 아네트 베닝
- 당신이 잠든 사이에 - 산드라 블록
- 뮤리엘의 웨딩 - 토니 콜렛

### 남우주연상-뮤지컬코미디
- 겟 쇼티 - 존 트라볼타 수상
- 대통령의 연인 - 마이클 더글라스
- 사브리나 - 해리슨 포드
- 투 웡 푸 - 패트릭 스웨이지
- 신부의 아버지 2 - 스티브 마틴

### 여우조연상
- 마이티 아프로디테 - 미라 소르비노 수상
- 사랑 게임 - 카이라 세드윅
- 아폴로 13 - 캐슬린 퀸란
- 센스 센서빌리티 - 케이트 윈슬렛
- 크로싱 가드 - 안젤리카 휴스턴

### 남우조연상
- 12 몽키즈 - 브래드 피트 수상
- 투 웡 푸 - 존 레귀자모
- 유주얼 서스펙트 - 케빈 스페이시
- 롭 로이 - 팀 로스
- 아폴로 13 - 에드 해리스

### 외국어 영화상
- 레 미제라블 - 끌로드 를르슈 수상
- 트라이어드 - 장이머우
- 브라더 오브 슬립 - 조셉 빌스마이어

### 감독상
- 브레이브하트 - 멜 깁슨 수상
- 아폴로 13 - 론 하워드
- 카지노 - 마틴 스코세이지
- 라스베가스를 떠나며 - 마이크 피기스
- 센스 센서빌리티 - 이안

### 각본상
- 센스 센서빌리티 - 엠마 톰슨 수상
- 대통령의 연인 - 아론 소킨
- 홀랜드 오퍼스 - 패트릭 쉔 던컨
- 브레이브하트 - 랜달 웰러스
- 데드 맨 워킹 - 팀 로빈스
- 겟 쇼티 - 스콧 프랭크

### 음악상
- 구름 속의 산책 - 모리스 자르 수상
- 포카혼타스 - 앨런 멘켄
- 브레이브하트 - 제임스 호너
- 돈 쥬앙 - 마이클 케이먼
- 센스 센서빌리티 - 패트릭 도일

### 주제가상
- 포카혼타스 - 앨런 멘켄 수상
- 돈 쥬앙 - 마이클 케이먼
- 사브리나 - 존 윌리엄스
- 토이 스토리 - 랜디 뉴먼
- 배트맨 3 - 포에버 - 유투

## 같이 보기
- 제68회 아카데미상
- 제16회 골든 래즈베리상
- 제2회 미국 배우 조합상
- 제49회 영국 아카데미 영화상